# Kosmos 573
Kosmos 573 (ros. Космос-573) – bezzałogowy lot kosmiczny w ramach programu Sojuz. Misja trwała 2 dni, zakończyła się lądowaniem 17 czerwca 1973, o godzinie 6:01 GMT. Statek nie miał paneli słonecznych i nie zadokował do stacji kosmicznej (wówczas na orbicie znajdował się Skylab).